# Calderonita
La calderonita és un mineral de la classe dels fosfats, que pertany al supergrup de la brackebuschita. Rep el nom en honor de Salvador Arana Calderón (Madrid, 1851 - 1911), professor de mineralogia i botànica a la Universitat Central, i després catedràtic de mineralogia descriptiva i cap de la secció de mineralogia del Museu de Ciències Naturals.

## Característiques
La calderonita és un vanadat de fórmula química Pb₂Fe3+(VO₄)₂(OH). Va ser aprovada com a espècie vàlida per l'Associació Mineralògica Internacional l'any 2001, i la primera publicació data del 2003. Cristal·litza en el sistema monoclínic. La seva duresa a l'escala de Mohs es troba entre 3 i 4. És l'anàleg amb Fe3+ de la brackebuschita.
Segons la classificació de Nickel-Strunz, la calderonita pertany a «08.BG: Fosfats, etc. amb anions addicionals, sense H₂O, amb cations de mida mitjana i gran, (OH, etc.):RO₄ = 0,5:1» juntament amb els següents minerals: arsentsumebita, bearthita, brackebuschita, gamagarita, goedkenita, tsumebita, arsenbrackebuschita, feinglosita, bushmakinita, tokyoïta, melonjosephita i tancoïta.

## Formació i jaciments
Va ser descoberta a la mina Las Colmenitas, situada a la localitat de Santa Marta, a la província de Badajoz (Extremadura, Espanya). També ha estat descrita en altres indrets de l'estat espanyol, així com als Estats Units, Argentina, el Japó, Austràlia, Àustria i Itàlia. A dins els territoris de parla catalana ha estat descrita únicament a la mina Maria Magdalena, a Ulldemolins (Priorat, Tarragona).